# Teresa Lozano
Teresa Lozano Mompó (Valencia, 1 de octubre de 1944) es una actriz de teatro, cine y televisión española. 

## Trayectoria
Licenciada en Filosofía y Letras, en la Universidad de Valencia, cursó la especialidad de Filosofía Francesa en Madrid. Luego se formó en el Estudis Nous de Teatre, de Barcelona, escuela dirigida por Albert Boadella, donde compartió clase con Anna Lizarán, Fermí Reixach y Lluís Pasqual. Cuando esta cerró en 1972, entró en el Institut del Teatre donde se licenció.Volvió a Valencia, donde se integró en el grupo Uevo, con actores como Enric Benavent, o Pepe Marín, hasta su desaparición en 1974.
En 1986, fundó y fue primera presidenta de la Asociación de Actores y Actrices del País Valenciano, creada en 1986 por jóvenes actores de teatro independiente defensores de su profesión y de la producción teatral valenciana.
Debutó en 1964 con obra El oso, de Chéjov en el Teatro Mercantil de la Universidad de Valencia mientras cursaba Filosofía y Letras, dirigida por su compañera Magüi Mira. Durante muchos años compaginó el teatro con las clases de francés que impartía en Institutos.
Trabajó en la compañía Teatro Estable del País Valencià, el Teatre Lliurey con directores como Lluís Pasqual, Miguel Narros, Carme Portaceli y Gerardo Vera.Entre sus montajes, Don Gil de las calzas verdes (2002. Teatro Liceo de Salamanca), El cojo de Inishman (2013, Teatro Español)La casa de Bernarda Alba (2014-15Teatro Español y Teatro Nacional de Cataluña), El rey Lear (Teatre Lliure, 2015) o la La tempestad, del Institut Valencià de Cultura estrenada en el Teatre Rialto en 2022.
Se estrenó en el cine con Todos a la cárcel (1993) de Luis García Berlanga. Ha intervenido en películas como La torre de Suso (2007) de Tomás Fernández, Spanish Movie (2009) dirigida por Javier Ruiz Caldera, La gran familia española (2013), de Daniel Sánchez Arévalo, Llamame Francisco (2015) de Daniele Luchetti, Que Dios nos perdone (2016) de Rodrigo Sorogoyen, Ola de crímenes (2018) de Gracia Querejeta, Saben Aquell (2023), de David Trueba o Norbert(A) (2024), de Sonia Escolano.
La forja de un rebelde (1990, TVE), fue su primera aparición en una serie. Trabajó en ficciones de la catalana TV3, Agencia de viatjes (1993), Arnau (1994), El cor de la ciutat (2003-2004). Protagonizó Mujeres (2006, TVE), primera serie producida por El Deseo, creada y dirigida por Dunia Ayaso y Félix Sabroso.Trabajó en Los Serrano (2007) El tiempo entre costuras (2014), Amar es para siempre (2013) o Déjate ver (2023), entre otras.
En 2024 rodó la película La buena letra, adaptación de la novela homónima de Rafael Chirbes, y en enero de 2025, recibió el Premio Honorífico del Audiovisual Valencianoy preparaba la obra teatral, L’herència (La herencia).

## Vida personal
Hija del pìntor Francisco Lozano Sanchís, lo que le llevó a vivir de joven temporadas en Madrid, Teresa se casó en 1972 con el arquitecto Manuel Portaceli. Su hija Laia Portaceli Lozano, es periodista.
En 2022 donó al Museo de Bellas Artes de València (MuBAV) la obra de su padre, el pintor, Francisco Lozano Sanchis.

## Obra

### Cine
- Todos a la cárcel (1993), de Luis G. Berlanga.[2]
- Cosas que pasan (2006), de Silvia Munt.
- Amanecer en Asia (2009), de Dionisio Pérez Galindo.
- La torre de Suso (2007), de Tom Fernández.
- Spanish movie (2009), de. Javier Ruiz Caldera.
- Que se mueran los feos (2010), de Nacho García Velilla.
- La gran familia española (2013, de Daniel Sánchez Arévalo.
- Llámame Francisco (2015), de Daniele Luchetti.
- Que Dios nos perdone (2016), de. Rodrigo Sorogoyen
- Ola de crímenes (2018), de Gracia Querejeta.
- Saben aquel (2023), de David Trueba.
- Mala persona (2024), de Fernando García-Ruiz
- La buena letra (2024) de Celia Rico.  [6]

### Televisión (Trabajos destacados)
- La forja de un rebelde (1990, TVE)
- Agència de viatjes (1993, TV3)
- El cor de la ciutat (2003-04, TV3)
- Mujeres (2006, TVE)[7]
- Los Serrano (2007, Telecinco)
- Cuestión de sexo ( 2007, Cuatro)
- El internado (2008, Antena 3)
- El tiempo entre costuras (2014, Antena 3)[11]
- El don de Alba (2012, Telecinco)
- Con el culo al aire (2012, Antena 3)
- Amar es para siempre (2013, Antena 3)[8]
- Déjate ver (2013, Atresplayer)

### Teatro (Obras destacadas)
- El oso (1964)[12]
- La fira de la mort (1971)
- La colonia carcelaria (1972)
- Oratori per un home sobre la terra (1974)
- Roberto Zucco (1993)
- Salvats (1997)
- L’hort dels cirerers (2000)
- Incendiaris (2001)
- Don Gil de las calzas verdes (2002)
- Wit  (2003)
- El retorno del desierto (2003)
- La buena persona de Sezuan (2005)
- El ventall de Lady Windermere (El abanico de Lady Windermere). 2007
- Ante la jubilación (2008)
- La casa de Bernarda Alba (2009)[13]
- Münchhausen (2011)
- El cojo de Inishmaan (2013)
- El rey Lear (2014)[14]
- Mi película italiana (2019)
- Sueño de una noche de verano (2020)[15]
- La tempestad (2021)[5]

## Premios
- Premio Narcís de la A.A.P.V. (Actores y actrices Profesionales Valencianos) 2009.[1]
- Premio de Honor de las Artes Escénicas Valencianas 2020,
- Medalla de oro del Consell Valencià de Cultura 2022.[1]
- Premio Honorífico del Audiovisual Valenciano 2025, concedido por la Academia Valenciana del Audiovisual (AVAV)[6]